# Grønlands regering
Grønlands regering (grønlandsk: Naalakkersuisut, dem der bestemmer) er den udøvende magt på Grønland og derved det øverste organ, der varetager drift og styring af Grønland. Grønlands regering vælges af Grønlands lovgivende forsamling, Inatsisartut. Grønlands regering og parlament (Inatsisartut) udgør tilsammen Grønlands Selvstyre.
Der har været regeringer i Grønland siden indførelsen af Grønlands Hjemmestyre i 1979. Grønlands regering hed fra 1979 indtil selvstyreloven fra 2009 Grønlands Landsstyre. Før hjemmestyret havde der fra 1911 havde landsråd i Grønland.
Regeringsdannelsen foregår på den måde, at parlamentet (Inatsisartut) udpeger Formand for Naalakkersuisut (tidligere kaldet Landsstyreformand), der herefter udpeger et kabinet af ministre for de enkelte resortområder. Under hver minister er et departementer, der administrerer og forvalter hver deres ressortområde. Medlemmerne af regeringen behøver ikke at være medlemmer af Landstinget.
Ministrene er politisk ansvarlige for departementernes arbejde.

## Regeringen 2025
Regeringen Jens-Frederik Nielsen blev dannet den 28. marts 2025 efter parlamentsvalget i Grønland 2025, hvor det hidtidige oppositionsparti Demokraterne for første gang blev det største parti i parlamentet Inatsisartut. Regeringen var en koalitionsregering bestående af fire partier: Demokraterne, Inuit Ataqatigiit, Siumut og Atassut.

### Regeringsmedlemmer 2025
Regeringen havde følgende sammensætning:
- Formand for regeringen: Jens-Frederik Nielsen, Demokraterne
- Minister for finanser og skatter: Múte B. Egede, Inuit Ataqatigiit
- Minister for udenrigsanliggender og forskning: Vivian Motzfeldt, Siumut
- Minister for uddannelse, kultur, idræt og menighed: Nivi Olsen, Demokraterne
- Minister for erhverv, råstoffer mv.: Naaja H. Nathanielsen, Inuit Ataqatigiit
- Minister for sundhed- og handicapområdet: Anna Wangenheim, Demokraterne
- Minister for børn, unge og familier: Maasi Pedersen, Inuit Ataqatigiit
- Minister for fiskeri, fangst, landbrug og selvforsyning: Peter Borg, Demokraterne
- Minister for socialområdet, arbejdsmarked, inderigsanliggender og miljø : Bentiaraq Ottosen (Atassut)
- Minister for bolig, infrastruktur og yderdistrikter: Aqqaluaq B. Egede, Inuit Ataqatigiit

## Regeringen 2022
Regeringen Múte Bourup Egede II var Naalakkersuisut fra april 2022 til april 2025. Regeringen var en to-partisregering bestående af Inuit Ataqatigiit og Siumut, som tilsammen havde 22 ud af Inatsisartuts 31 medlemmer.

## Regeringen 2021
Den 16. april 2021 præsenterede Múte B. Egede, leder for Inuit Ataqatigiit, det nye landsstyre, Naalakkersuisut. Landsstyret bestod af en koalition mellem de to partier Inuit Ataqatigiit, der fik otte pladser og Naleraq, der fik to pladser. Atassut var støtteparti.

### Regeringsmedlemmer 2021-2022
- Múte B. Egede, Formand for Naalakkersuisut
- Aqqaluaq B. Egede, Naalakkersuisoq for fiskeri og fangst
- Pele Broberg, Naalakkersuisoq for udenrigsanliggender, handel, klima og erhverv
- Kirsten Fencker, Naalakkersuisoq for sundhed
- Peter P. Olsen, Naalakkersuisoq for uddannelse, kultur, sport og kirke.
- Mimi Karlsen, Naalakkersuisoq for sociale anliggender og arbejdsmarked.
- Naaja Nathanielsen, Naalakkersuisoq for boliger, infrastruktur, råstoffer og ligestilling.
- Asii Chemnitz Narup, Naalakkersuisoq for finans og indenrigsanliggender
- Eqaluk Høegh, Naalakkersuisoq for børn, unge, familier og justitsområdet
- Kalistat Lund, Naalakkersuisoq for landbrug, selvforsyning, energi og miljø.

#### Regeringsrokader
- 7. august 2021 blev justitsområdet flyttet fra Eqaluk Høegh til Naaja Nathanielsen.[6]
- 27. august 2021 trak Eqaluk Høegh sig fra posten som Naalakkersuisoq for børn, unge og familier af helbredsmæssige årsager. Ansvarsområdet blev midlertidig varetaget af Naalakkersuisoq for Sociale Anliggender og Arbejdsmarked Mimi Karlsen[7][8]
- 27. september 2021 blev områderne udenrigsanliggender og klima overført fra Pele Broberg til Naalakkersuisoq-formand Múte B. Egede. Broberg beholdt områderne handel og erhverv. Ændringen kommer efter Broberg ugen forinden havde udtalt til Berlingske at kun personer med inuit-baggrund skulle være stemmeberettigede ved en afstemning om grønlandsk selvstændighed. Udtalelsen fik regeringens støtteparti Atassut til at miste tilliden til Broberg og ønske rokaden. Ved samme lejlighed blev Paneeraq Olsen (Naleraq) ny Naalakkersuisoq for børn, unge og familier efter Mimi Karlsen som midlertidig havde varetaget posten siden 27. august.[9]
- 23. november 2021 trak Asii Chemnitz Narup sig som naalakkersuisoq for finanser og indenrigsanliggende fordi Tilsynsrådet havde udtalt kritik af boligsag fra hendes tid som borgmester i Sermersooq Kommune.[10][11] Naaja H. Nathanielsen overtog finansområdet og Mimi Karlsen overtog indenrigsområdet. Boliger og infrastruktur blev samtidig flyttet fra Nathanielsen til Mariane Paviasen som blev ny naalakkersuisoq.[12]

## Regeringen 2018
Der blev afholdt valg til Landstinget den 24. april 2018. Den 15. maj præsenterede Siumuts leder Kim Kielsen det nye landsstyre, baseret på en smal koalition mellem partierne Siumut, Partii Naleraq, Atassut og Nunatta Qitornai, som tilsammen sidder på 16 af 31 mandater. 

### Regeringsmedlemmer 2018-2021
- Landsstyreformand samt medlem for natur og miljø: Kim Kielsen[14][15]

Medlem af landsstyret for:
- Bolig og infrastruktur samt næstformand i Landsstyret: Simon Simonsen (S)
- Finanser: Pele Broberg (PN)
- Råstoffer, arbejdsmarked, forfatningsspørgsmål og selvstændighed: Nunatta Qitornais formand Vittus Qujaukitsoq (NQ)
- Sundhed og forskning: Doris Jakobsen Jensen (S)
- Fiskeri, fangst og landbrug: Erik Jensen (S)
- Udenrigsanliggender, uddannelse, kultur og kirke: Vivian Motzfeldt (S)
- Erhverv, energi, handel og brændstof: Aqqalu Jerimiassen (A)
- Sociale anliggender, familie og justitsområdet: Anthon Frederiksen (PN)

## Regeringen 2014
Der blev afholdt valg til Landstinget den 28. november 2014. Seks dage efter valget, den 4. december, kunne Siumuts leder Kim Kielsen meddele, at han ønskede at danne et nyt landsstyre. Kim Kielsen blev ny formand for Grønlands Landsstyre, på baggrund af en koalitionsaftale mellem partierne: Siumut, Demokraterne og Atassut. Det resulterende Naalakkersuisut blev med fem poster fra Siumut, mens Atassut og Demokraterne hver fik to poster. Navnene på de nye landsstyremedlemmer blev offentliggjort den 10. december 2014. Efter koalitionens tiltræden, har Randi Vestergaard Evaldsen afløst Anda Uldum som Demokraternes formand og dermed som Naalakkersuisoq for Finanser og råstoffer.

### Regeringsmedlemmer 2014-2018
- Landsstyreformand: Kim Kielsen[18]

Medlem af landsstyret for:
- Finanser og råstoffer: Demokraternes formand, Randi Vestergaard Evaldsen
- Boliger, byggeri og infrastruktur samt anden viceformand for Naalakkersuisut: Atassuts formand, Knud Kristiansen
- Social-, familie- og ligestillingsområdet: Martha Lund Olsen (S)
- Kultur, uddannelse og kirke: Nivi Olsen (D)
- Natur og miljø samt justitsområdet: Mala Kuko Høy (A)
- Sundhed og nordiske anliggender: Doris Jakobsen (S)
- Udenrigsanliggender, erhverv, arbejdsmarked og handel: Vittus Qujaukitsoq (S)
- Fiskeri, fangst og landbrug: Karl-Kristian Kruse (S)

## Regeringen 2013:2
Den 5. november 2013 forlod Partii Inuit den koalition, der siden valget 12. marts 2013 havde dannet grundlag for landsstyret, med Aleqa Hammond som formand. Det tidligere landsstyreområde for bolig, natur og miljø blev delt i to, og Miiti Lynge fra Partii Inuit forlod landsstyret efter knap 6 måneder. Som nye landsstyremedlemmer blev udpeget Siverth K. Heilmann fra Atassut og Kim Kielsen fra Siumut.

### Regeringsmedlemmer 2013-2014
- Landsstyreformand og Udenrigsanliggender: Aleqa Hammond, Siumut

Medlem af landsstyret for:
- finanser og indenrigsanliggender: Vittus Qujaukitsoq, Siumut.
- fiskeri, fangst og landbrug: Karl Lyberth, Siumut.
- erhverv og råstoffer: Jens-Erik Kirkegaard, Siumut.
- familie- og justits: Martha Lund Olsen, Siumut.
- uddannelses-, kultur- og ligestilling: Nick Nielsen, Siumut.
- sundheds- og infrastruktur: Steen Lynge, Atassut.
- bolig: Siverth K. Heilmann, Atassut.
- miljø og natur: Kim Kielsen, Siumut

## Regeringen 2013:1
Der blev afholdt valg til Landstinget den 12. marts 2013. Fjorten dage efter valget, den 26. marts, kunne Siumuts leder Aleqa Hammond meddele, at hun ønskede at danne et nyt landsstyre. Aleqa Hammond bliver ny formand for Grønlands Landsstyre, på baggrund af en koalitionsaftale mellem partierne: Siumut, Partii Inuit og Atassut. Hammond bliver samtidig Grønlands første kvindelige landsstyreformand.
Ifølge den grønlandske avis Sermitsiaq bliver Aleqa Hammond også ansvarlig for udenrigsanliggender. Desuden bliver ingen af formændene fra Partii Inuit eller Atassut landsstyremedlemmer.
Formelt blev det nye landsstyre indsat den 5. april 2013, da Landstinget holdt sit konstituerende møde.

### Regeringsmedlemmer
- Landsstyreformand og Udenrigsanliggender: Aleqa Hammond, Siumut

Medlem af landsstyret for:
- finanser og indenrigsanliggender: Vittus Qujaukitsoq, Siumut.
- fiskeri, fangst og landbrug: Karl Lyberth, Siumut.
- erhverv og råstoffer: Jens-Erik Kirkegaard, Siumut.
- familie- og justits: Martha Lund Olsen, Siumut.
- uddannelses-, kultur- og ligestilling: Nick Nielsen, Siumut.
- sundheds- og infrastruktur: Steen Lynge, Atassut.
- bolig, natur og miljø: Mette Lynge, Partii Inuit.

## Tidligere Landsstyrer

### Landsstyret efter 2. juni 2009
Efter landstingsvalget den 2. juni 2009. Umiddelbart efter valget bekendtgjorde partierne Inuit Ataqatigiit (IA) og Demokraatit og Kandidatforbundets parti (Enkeltkandidat), at de havde indgået en koalitionsaftale for den kommende fireårige valgperiode frem til 2013, med Kuupik Kleist (Inuit Ataqatigiit) som landsstyreformand.

## Naalakkersuisut
Naalakkersuisut er et grønlandsk ord som betyder "De, som bestemmer" (flertal). Entalsformen "Naalakkersuisoq" betegner et medlem af landsstyret.
Den underliggende ordstamme er "naalagaq" som betyder "herre".
Politisk er ordet "Naalakkersuisut" blevet mere alment omk. 1980 (og meget før) da Grønlands Hjemmestyre blev indført.
I 2009 foreslog det daværende landsstyre (Grønlands nyoprettede selvstyre, med IA i spidsen), at Grønlands Landstyre og Landsting skal kalde sig hhv. "Naalakkersuisut" og "Inatsisartut" (grl. folkevalgt forsamling) på samtlige sprog, hvilket blev godkendt af det daværende Landsting.